# تيدسي (بني زولي)
تيدسي هي إحدى مشيخات المملكة المغربية، تتبع جغرافيا لإقليم زاكورة وإداريًا لبني زولي. يقدر عدد سكانها بـ 5034 نسمة حسب الإحصاء الرسمي للسكان والسكنى لسنة 2004.